# Teatro Onigo
Le théâtre Onigo (également appelé Teatro Grande, plus tard Astori, et à partir de 1846 Teatro della Società ou Teatro Sociale) est un théâtre qui était situé à Trévise, à côté de la résidence citadine de la famille Onigo, à l'endroit maintenant occupé par le théâtre municipal Mario Del Monaco. 

## Histoire
Le théâtre Onigo, le plus ancien théâtre de la ville après celui, de très petite taille, de Santa Margherita (inauguré entre 1678 et 1682), a été commandé par un noble de Trévise, Fiorino Onigo, propriétaire de divers terrains dans le quartier de San Martino. Les travaux durent de 1690 à 1692, l'année où, en octobre, le théâtre commence son activité avec une représentation de Rosiclea de Giovanni Frezza. 

## Premières représentations absolues
- Rosiclea de Giovanni Frezza, 1692
- Il più infedel tra gli amanti, musique de Tomaso Albinoni, livret d'Angelo Schietti, 1731
- Demofoonte de Pietro Alessandro Guglielmi, livret de Metastasio, 1766